# Bisdom Fossano

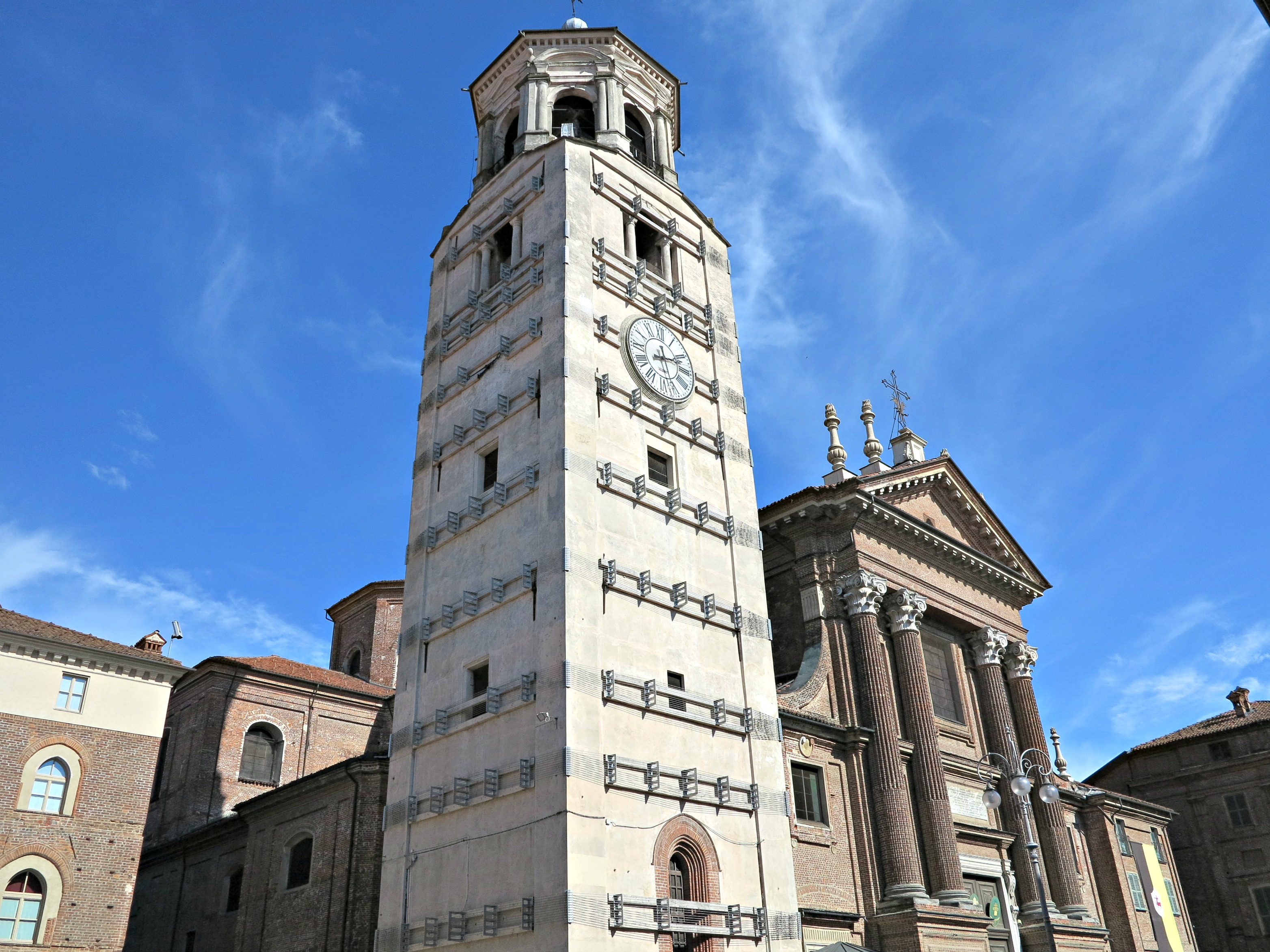
Kathedraal van Fossano

Het bisdom Fossano (Latijn: Dioecesis Fossanensis; Italiaans: Diocesi di Fossano) is een in Italië gelegen rooms-katholiek bisdom met zetel in de stad Fossano in de provincie Cuneo. Het bisdom behoort tot de kerkprovincie Turijn, en is, samen met de bisdommen Acqui, Alba, Aosta, Asti, Cuneo, Ivrea, Mondovì, Pinerolo, Saluzzo en Susa suffragaan aan het aartsbisdom Turijn.

## Geschiedenis
Het bisdom werd opgericht op 15 april 1592 door paus Clemens VIII met de apostolische constitutie Hodie ex certis, uit gebiedsdelen van het aartsbisdom Turijn. In 1801 werd het bisdom opgeheven en het gebied verviel weer aan het aartsbisdom. Op 17 juli 1817 werd het opnieuw opgericht door paus Pius VII met de apostolische constitutie Beati Petri.
De bisschop van Fossano is in persona episcopi ook bisschop van Cuneo.

## Bisschoppen van Fossano
- 1592–1600: Camillo Daddeo
- 1602–1606: Pedro de León
- 1606–1620: Tommaso Piolatto CRL
- 1621–1625: Agostino Solaro di Moretta
- 1627–1646: Federico Sandri-Trotti
- 1648–1653: Nicola Dalmazzo OSA
- 1658–1675: Clemente Ascanio Sandri-Trotti
- 1675–1677: Ottaviano della Rovere B
- 1678–1701: Maurizio Bertone CRS
- 1727–1740: Cristoforo Lorenzo Baratta
- 1741–1754: Giambattista Pensa
- 1755–1761: Filippo Mazzetti
- 1762–1799: Carlo Giuseppe Morozzo
  - 1801-1817: opgeheven
- 1821–1832: Luigi Fransoni (vervolgens aartsbisschop van Turijn)
- 1836–1848: Ferdinando Matteo Maurizio Bruno di Tournafort
- 1849–1852: Carlo Giacinto Luigi Maria Fantini
- 1871–1909: Emiliano Manacorda
- 1910–1918: Giosuè Signori (vervolgens bisschop van Alessandria)
- 1919–1934: Quirico Travaini
- 1934–1943: Angelo Soracco
- 1943–1963: Dionisio Borra
- 1963–1980: Giovanni Francesco Dadone
- 1980–1989: Severino Poletto (vervolgens bisschop van Asti)
- 1992–2005: Natalino Pescarolo
- 2005-heden: Giuseppe Cavallotto